# بوبي بال (سائق فورمولا 1)
بوبي بال (بالإنجليزية: Bobby Ball) (و. 1925 – 1954 م) هو سائق فورمولا 1، ومهندس، وسائق سيارة سباق أمريكي، ولد في فينيكس، أريزونا، توفي في غاردينا، لوس أنجليس، كاليفورنيا، عن عمر يناهز 29 عاماً.